# 羅爾斯 (北卡羅萊納州)
羅爾斯（英語：Rawls）是位於美國北卡羅萊納州哈尼特縣的非建制地區。

## 地理
羅爾斯所處的海拔為高於海平面118米（即387英呎），而該地所採用的時區為UTC-5，即北美东部时区（EST）。同時該地設有夏令時間，為UTC-5調快一小時，即UTC-4（EDT）。